# 麦とろ

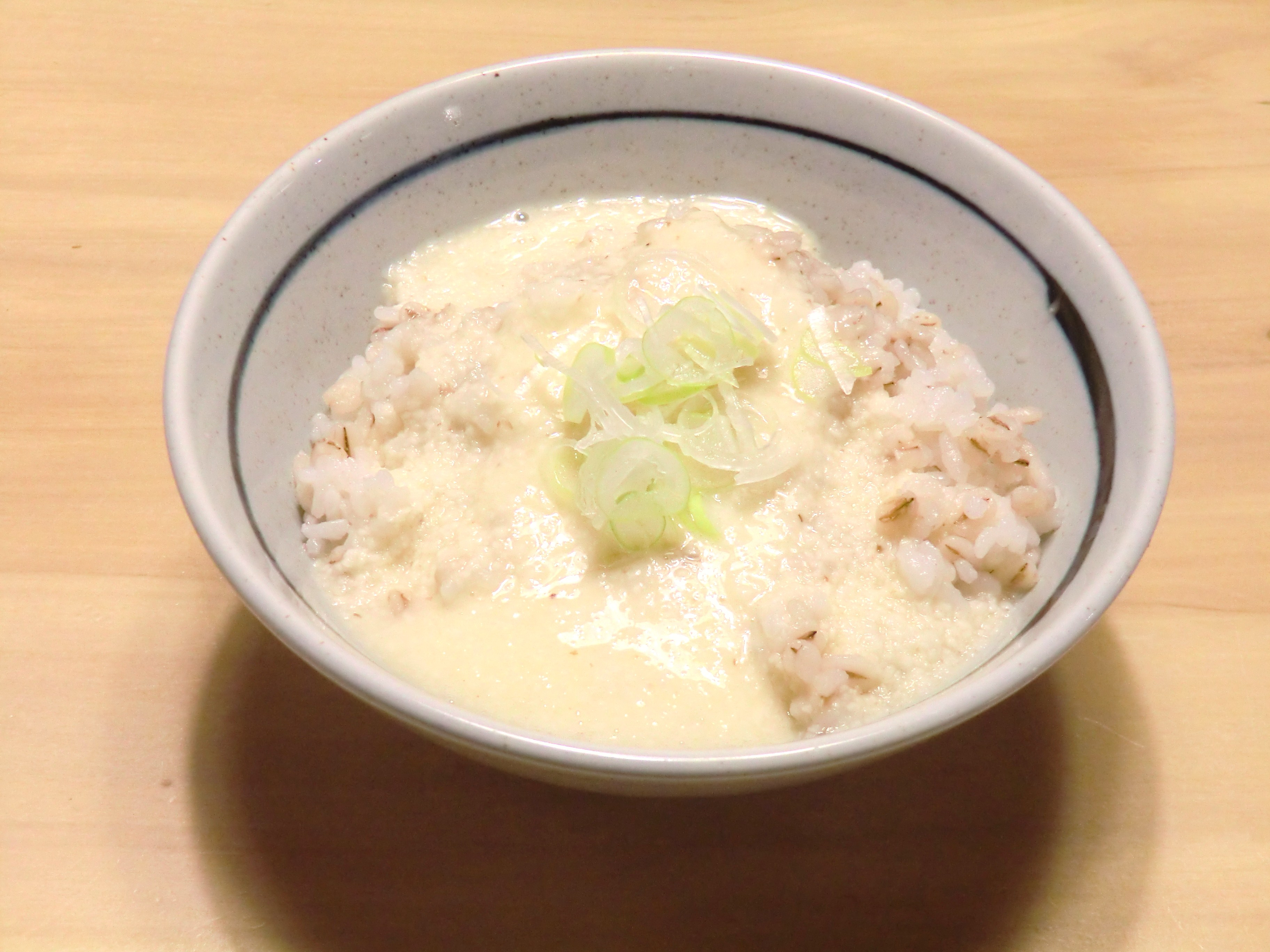
麦とろ

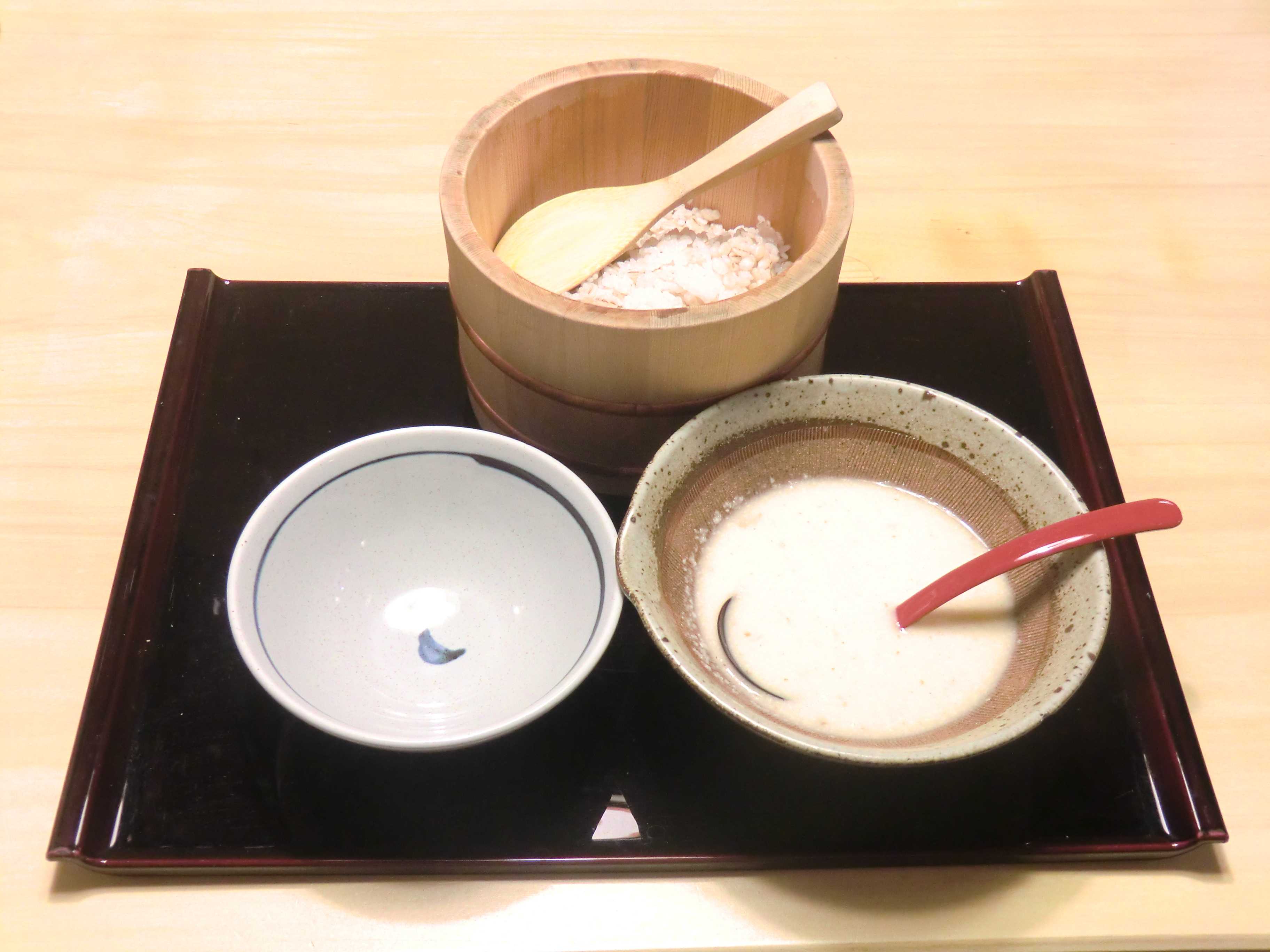
盛り付け前

麦とろ（むぎとろ）は麦飯にとろろ汁（すりおろした自然薯をのばしたもの）をかけて食べる料理。米飯にかけて食べる場合はとろろ飯（とろろめし、とろろまま）やとろろかけ飯という。
皮をむいた自然薯を直接すり鉢で卸していくと、滑らかなとろろができる。卸金で卸したものをすり鉢に入れ、すりこぎであたって作ると、早くて楽だが、舌触りは劣る。天然の山芋はそのままでは飯にかけて食べられないほど粘りがあるので、これを出汁でのばし、酒、みりん、醤油、白味噌、卵などを加えて汁にし、麦飯にかけて食べる。葱、青海苔、わさびなどを付け加えることもある。鳥取県で、ナガイモと山芋をかけあわせて開発された新品種ねばりっこは、ナガイモと山芋の中間の粘り気で出汁でのばさずに醤油などを加え麦飯にかけて食べる。

## 郷土料理・ご当地グルメ
日本各地でとろろめし、とろろままなど様々な名前でとろろをかけたご飯は食べられている。ご飯は麦飯でない場合もあり、味付けも多岐に渡る。例としては、卵を入れる、味噌汁を加える、山芋の替りにナガイモを使う、など地域により様々なものがある。東京では台東区浅草に店を構える『浅草むぎとろ』が著名である。

### 鞠子宿

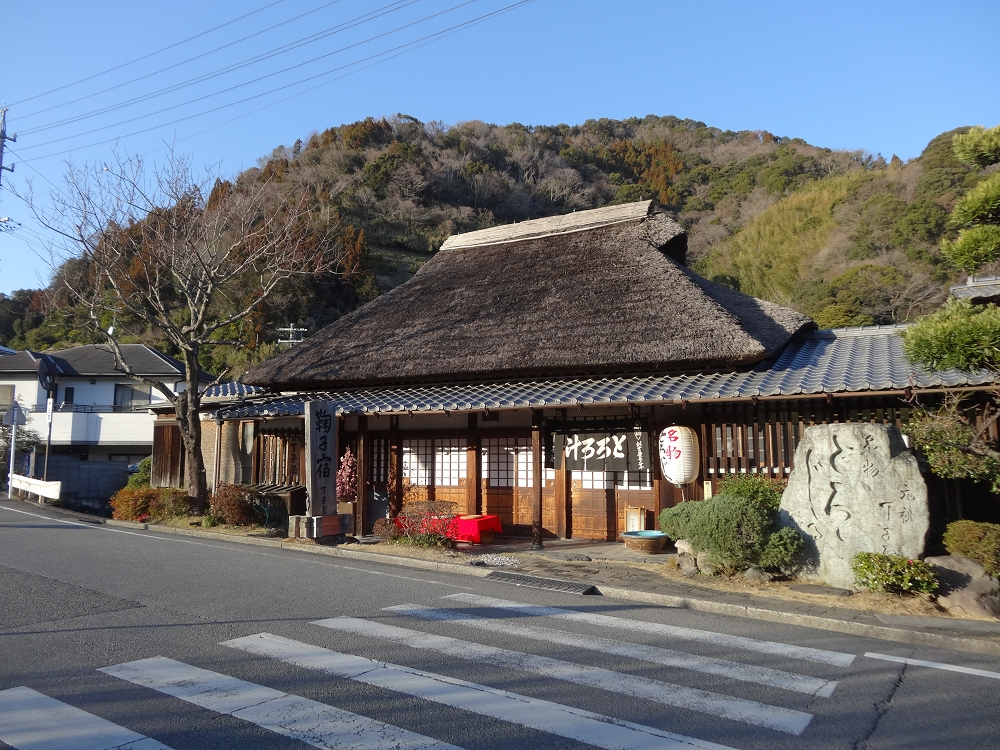
丸子の丁子屋

有名なものは旧東海道鞠子宿（現静岡県静岡市駿河区丸子）のもの。鞠子に店を構える『丁子屋』は430年近く続く慶長元年創業の老舗で、歴史に名を残す数々の著名人が食事をしに、あるいは宿泊しに訪れた名店であり、歌川広重の東海道五十三次・丸子にも、「名ぶつ とろろ汁」の看板を掲げた小さな茶店として描かれている。また、十返舎一九の東海道中膝栗毛に鞠子の名物として描かれたことから名が広まった。もっとも弥次さん喜多さんは店主の夫婦喧嘩に巻き込まれ、結局口にすることはできなかった。
松尾芭蕉は「梅若菜丸子の宿のとろろ汁」の一句を残している。
現在、「元祖」を標榜する有名店では「とろろ汁」と称している。いまや観光バスが日に何台も乗り付ける大型店である。

### 牛タン麦とろ
仙台の牛タン料理専門店では、「牛タン麦とろ」が定番として、定食・丼で提供されている。
とろろ、麦飯、牛タン焼き、テールスープが標準的な構成で、漬物、青唐辛子の味噌漬けを加えることもある。

### ねばりっこ
鳥取県では、ヤマイモとナガイモをかけあわせた新品種ねばりっこを使ったとろろ飯が提供されている。